# جونيور فليمينجس
جونيور فليمينجس (مواليد 16 يناير 1996)؛ هو لاعب كرة قدم جامايكي يلعب كلاعب جناح لصالح نادي عجمان الإماراتي ومنتخب جامايكا.

## روابط خارجية
- جونيور فليمينجس على موقع إي إس بي إن إف سي (الإنجليزية)
- جونيور فليمينجس على موقع قاعدة بيانات كرة القدم.إي يو (الإنجليزية)
- جونيور فليمينجس على موقع ليكيب (الفرنسية)
- جونيور فليمينجس على موقع ناشيونال فوتبول تيمز (الإنجليزية)
- جونيور فليمينجس على موقع Soccerbase.com (لاعب) (الإنجليزية)
- جونيور فليمينجس على موقع Soccerway.com (الإنجليزية)
- جونيور فليمينجس على موقع عالم كرة القدم.نت (الإنجليزية)
- جونيور فليمينجس على موقع كووورة
- جونيور فليمينجس على موقع AS.com (الإسبانية)